# Орден Преподобной Евфросинии, великой княгини Московской
Орден Преподобной Евфросинии, великой княгини Московской — женский орден Русской православной церкви.

## История ордена
Учреждён 21 августа 2007 года определением Патриарха Алексия II и Священного Синода РПЦ в ознаменование 600-летия преставления преподобной.
Назван именем преподобной Евфросинии, в миру Евдокии, великой княгини Московской, жены благоверного князя Димитрия Донского. Княгиня вошла в историю России и Православной Церкви, как святая, стоявшая у истоков объединённой Московской Руси.
Является вторым женским орденом Русской Православной Церкви.

## Статутордена
Орденом награждаются женщины, внёсшие особый вклад в дело укрепления духовно-нравственных традиций в обществе и развитие социального служения Церкви, имеющие значительные заслуги в церковно-общественной деятельности и развитии церковно-государственных отношений, а также способствующие своими делами благу Православия.
Орден имеет 3 степени.

## История награждений
Впервые, награждение орденом произошло 23 января 2008 года в рабочей резиденции Патриарха в Чистом переулке в Москве; ордена II степени были удостоены:
1. Александра Николаевна Пахмутова, композитор, народная артистка СССР.
2. Валентина Владимировна Терешкова, первая в мире женщина-космонавт, Герой Советского Союза.
3. Людмила Ивановна Швецова, первый заместитель мэра Москвы в Правительстве г. Москвы.
4. Наталья Викторовна Якунина, председатель Попечительского совета фонда «Святость материнства».
5. Людмила Андреевна Поргина, актриса, жена Николая Караченцова

29 мая 2008 года орденом II степени была награждена старейшая сотрудница Московской Патриархии В. В. Савельева
В 2010 году, во внимание к многолетним усердным трудам и в связи с 80-летием со дня рождения орденом I степени награждена настоятельница Свято-Успенского Пюхтицкого ставропигиального женского монастыря игуменья Варвара (Трофимова)
25 октября 2011 года во внимание к помощи Русской Православной Церкви и в связи с 85-летием со дня рождения орденом II степени награждена Галина Вишневская.
В 2012 году, орденом I степени - Аза Алибековна Тахо-Годи.
В 2017 году, орденом ІІІ степени - Лоншакова Екатерина Владимировна.
26 сентября 2019 года во внимание к активной социальной деятельности  орденом III степени награждена Валентина Александровна Шумилова — генеральный директор строительной компании ООО «Руполис Растуново», директор Благотворительного фонда «Линия сердца», попечитель общественной организации «Клуб Особенный ребенок» (Домодедово).